# Troy Doris
Troy Doris (Chicago, 12 aprile 1989) è un triplista statunitense con cittadinanza guyanese.

## Biografia
Ha rappresentato la Guyana ai Giochi olimpici estivi di Rio de Janeiro 2016, concludendo al settimo posto in finale nella specialità del salto triplo.

## Palmarès
| Anno                           | Manifestazione          | Sede           | Evento       | Risultato | Prestazione | Note                                     |
| ------------------------------ | ----------------------- | -------------- | ------------ | --------- | ----------- | ---------------------------------------- |
| In rappresentanza della Guyana |                         |                |              |           |             |                                          |
| 2016                           | Giochi olimpici         | Rio de Janeiro | Salto triplo | 7º        | 16,90 m     |                                          |
| 2017                           | Mondiali                | Londra         | Salto triplo | 22º (q)   | 16,90 m     |                                          |
| 2018                           | Giochi del Commonwealth | Gold Coast     | Salto triplo | Oro       | 16,88 m     | Miglior prestazione personale stagionale |
| 2018                           | Giochi CAC              | Barranquilla   | Salto triplo | 5º        | 16,43 m     |                                          |